# 泣いたらアカンで通天閣
『泣いたらアカンで通天閣』（ないたらアカンでつうてんかく）は坂井希久子による日本の小説である。2012年5月15日に祥伝社より出版された。
2013年には、読売テレビにより木南晴夏主演でテレビドラマ化、映画化された。

## 概要
大阪・新世界の下町商店街を舞台に描かれる、父娘の涙と笑いの人情喜劇。新世界北側のどん詰まりにある空き店舗も目立つ廃れた商店街に母を亡くし不器用で喧嘩っ早い父と祖母の3人で暮らすラーメン屋「味よし」のひとり娘・千子を主人公に、商店街のおせっかいで暑苦しいほど情の濃い人間関係の中大阪弁の勢いのある掛け合いを通じて、千子の恋愛や亡き母の秘密、父娘の絆が描かれる。
著者が編集者との雑談の中で話した著者の父の逸話が面白かったことで、関西の父娘の物語を書きませんかと提案を受け、著者自身の原点、土壌のようなものを描きたいと著者の父母をモデルとして執筆された。

## 書誌情報
- 泣いたらアカンで通天閣（2012年5月14日、祥伝社、ISBN 978-4-39-663389-9）
- 泣いたらアカンで通天閣（2015年7月22日、祥伝社文庫、ISBN 978-4-39-634132-9）

## テレビドラマ版・映画版
読売テレビ開局55周年記念ドラマとして、2013年3月26日から28日まで読売テレビ（関西ローカル）で0:28 - 1:23（JST。25日 - 27日深夜）に放送された。この他、読売テレビで制作・放送されている番組のレギュラー出演者がそれぞれ端役で出演している。
2013年 日本民間放送連盟賞 番組部門 テレビドラマ番組優秀賞受賞。
さらに、劇場映画版として2013年3月23日から3月30日に開催された第5回沖縄国際映画祭Peace部門に出品され、3月24日に公式上映された。

### キャスト
- 三好 千子（センコ） - 木南晴夏（少女期：小川ひかる）
- 亀谷 雅人（カメヤ） - 鈴木亮平
- 亀谷 典子 - 山口美也子
- 亀谷 保 - 綾田俊樹
- 三好 辰代 - 茅島成美
- 亀谷 正子 - 長谷川稀世
- ツレコミ - 唐渡亮
- ヒロキ - 野村修一
- 佐藤 翔太（スルメ） - 首藤勇星
- 佐藤 美加 - 大路恵美
- 三好 芙由子 - 東風万智子
- 細野 - 長谷川朝晴
- 哲代 - あいはら友子
- ラーメン評論家 - 田中圭（友情出演）
- 三好 賢悟（ゲンコ） - 大杉漣
- 近所の人 - 山上賢治、芝崎昇
- 細野の妻 - 仲村春美
- 千子に声をかけた新世界の人 - 桂小枝[7]、名手寿之、大凪真生
- 動物園にいた母親 - ハイヒール・モモコ[7]
- 美加の男 - ほんこん
- 整骨院の客 - 辛坊治郎[7]、清水健（当時読売テレビアナウンサー）[7]
- 千子の同僚 - ティーナ・カリーナ[9]、久下恵美[10]、岡田梨那[10]
- 正子の彼 - 瀬戸洋祐（スマイル）
- 中谷しのぶ（読売テレビアナウンサー、本人役）[注 3]

### スタッフ（テレビドラマ）
- 原作 - 坂井希久子『泣いたらアカンで通天閣』（祥伝社刊）
- 脚本 - 霜田一寿
- 脚本監修 - 江頭美智留
- 主題歌 - ティーナ・カリーナ「あんた」（エピックレコードジャパン）
- 音楽 - 林亜門、石橋光晴、桑原まこ
- ラーメン指導 - 鶴一家
- ロケ協力 - 通天閣観光、大阪観光コンベンション協会、大阪フィルムカウンシル、スパワールド
- 技術協力 - フォーチュン、サウンドライズ
- 美術協力 - テレビ朝日クリエイト、東京美工
- 照明協力 - ラ・ルーチェ
- 音響効果 - メディアハウスサウンドデザイン
- 装飾 - 舞クリエーション
- スタジオ - 日活撮影所、角川大映スタジオ
- チーフ・プロデューサー - 堀口良則
- プロデューサー - 福田浩之、高橋優子（ザ・ワークス）
- 演出 - 位部将人（ザ・ワークス）
- 制作協力 - ザ・ワークス
- 制作著作 - 読売テレビ

### スタッフ（映画版）
- 製作委員会メンバー - 読売テレビ、吉本興業
- 製作代表 - 本田邦章、岡本昭彦
- ゼネラルプロデューサー - 奥山和由、木谷俊樹
- プロデューサー - 堀口良則、高橋優子、仲良平、田中井皓介

### 関連商品
DVD
- 泣いたらアカンで通天閣（2014年10月15日、よしもとアール・アンド・シー、YRBN-90790）

## 舞台
松竹製作により舞台化され、わかぎゑふ脚本・演出、赤井英和・三倉茉奈主演により大阪松竹座にて2018年2月1日から2月10日まで上演された。

### キャスト（舞台）
- 三好 賢悟（ゲンコ） - 赤井英和
- 三好 千子（センコ） - 三倉茉奈
- 亀谷 雅人（カメヤ） - 辻本祐樹
- 芦屋の叔母 - 小川菜摘
- 三好 辰代（センコの祖母） - 山田スミ子
- ツレコミ（連れ込み旅館「萩屋」オーナー） - 曾我廼家八十吉
- 亀田 保（質屋「かめや」店主） - 笑福亭松喬
- 亀田 正代（カメヤの祖母） - 紅壱子
- 亀田 典子（亀田の妻） - 川奈美弥生
- 三好 芙由子（センコの亡き母） - 桜花昇ぼる
- 里美羽衣子
- 鈴木健介
- うえだひろし

### スタッフ（舞台）
- 原作 - 坂井希久子（祥伝社文庫）
- 脚本・演出 - わかぎゑふ
- 製作 - 松竹